# Wahan Geworgian
Wahan Geworgian (armenisch Վահան Գեվորգյան, Wahan Geworgjan; * 19. Dezember 1981 in Jerewan, Armenische SSR, Sowjetunion) ist ein ehemaliger polnischer Fußballspieler armenischer Herkunft.

## Karriere

### Vereine
Als Kind aus seiner armenischen Heimat nach Polen gelangt, begann er in der Jugendabteilung von ZKS Petrochemia Płock mit dem Fußballspielen. Dem Jugendalter entwachsen rückte er 1999 in die erste Mannschaft auf, die von da an in Petro Płock, ein Jahr später in Orlen Płock (nach dem polnischen Mineralölkonzern Orlen) umbenannt wurde und 2002 zum ursprünglichen Namen aus dem Gründungsjahr 1947 zurückgekehrt ist.
Mit seinem Debüt am 30. Oktober 1999 (14. Spieltag) beim 1:1-Unentschieden im Heimspiel gegen OKS Stomil Olsztyn in der 1. Liga bis zum Saisonende 2006/07 in der – seit der Vorsaison bestehenden – Ekstraklasa folgten weitere 191 Punktspiele, in denen er 24 Tore erzielte – seine einzige Saison 2001/02 in der 2. Liga mit einbezogen.
Ende 2007 wechselte er zum Aufsteiger Jagiellonia Białystok. Hier bekam er nur wenig Einsatzzeit und kehrte zu Wisła Płock zurück, bevor er sich 2008 ŁKS Łódź anschloss. Für ŁKS absolvierte er zwölf Zweitligaspiele. Die Hinrunde 2010/11 war Wahan Geworgian vereinslos. Ende Februar 2011 unterschrieb er einen 6-Monats-Vertrag beim Zweitligisten KSZO Ostrowiec Świętokrzyski. Hier überzeugte er mit fünf Toren in 16 Punktspielen. Zur Saison 2011/12 wechselte er zum seinerzeitigen Zweitligisten Zawisza Bydgoszcz, mit dem er am Saisonende 2012/13 als Meister in die Ekstraklasa aufgestiegen ist und dort nach 84 Punktspielen für den Verein am Saisonende seine Spielerkarriere beendete.
In 15 Jahren bestritt er insgesamt 235 Erst- und 111 Zweitligaspiele, in denen er 30 Erst- und 17 Zweitligatore erzielte. Des Weiteren kam er in 24 nationalen und in sieben internationalen Pokalspielen zum Einsatz, in denen er fünf Tore bzw. ein Tor erzielte. Zum Karriereende gewann er mit seinem letzten Verein den Polnischen Vereinspokal, der am 2. Mai 2014 in Warschau gegen Zagłębie Lubin erst mit 6:5 im Elfmeterschießen errungen werden konnte. Im Wettbewerb um den Polnischen Supercup erzielte er gegen Meister KP Legia Warschau den 3:2-Siegtreffer in der 90. Minute.

### Nationalmannschaft
Geworgian bestritt einzig am 12. Juli 2004 ein Länderspiel für die polnische A-Nationalmannschaft. In Chicago trennte er sich mit seiner Mannschaft in einem Freundschaftsspiel gegen die US-amerikanische Nationalmannschaft mit 1:1 unentschieden. Am 11. Oktober 2004 spielte er für eine kurzzeitig bestehende Zweitvertretung der A-Nationalmannschaft in Ahlen beim 2:1-Sieg über die deutsche Perspektivmannschaft Team 2006 und erzielte den 1:0-Führungstreffer in der 50. Minute.

## Erfolge
- Polnischer Pokalsieger 2006, 2010, 2014
- Polnischer Supercup-Sieger 2007, 2014